# Mohammed Haydar Zammar
Mohammed Haydar Zammar (arabe : محمد حيدر زمار), né en 1961 à Alep en Syrie, est un membre important d’Al-Qaïda. Il fonde la cellule de Hambourg et recrute nombre des pirates de l'air des attentats du 11 septembre 2001 dont Mohammed Atta.
Zammar est un citoyen allemand né en Syrie. À l’âge de 10 ans Zammar déménage avec ses parents pour s’installer en Allemagne. Dès son jeune âge, sa dévotion à la religion étonne son entourage. Il sera très connu auprès des mosquées allemandes, notamment à Hambourg. Pendant ses années de collège, Zammar commencera à s‘associer à des groupes extrémistes dont celui du Syrien Mamoun Darkazanli, le financier d'al-Qaida.
Zammar a suivi une formation de métallurgiste car il se destinait à travailler chez Mercedes-Benz ; il travailla aussi comme traducteur en Arabie saoudite et chauffeur de camion à son retour à Hambourg. En 1991, il s'engage dans le djihad.
À la demande des États-Unis, il a été arrêté au Maroc le 27 octobre 2001, où il a été interrogé par la CIA, avant d'être transféré à Far'Falastin en Syrie, un exemple d'extraordinary rendition,.
Début 2014, le groupe armé syrien Ahrar al-Sham soutenu par l'Arabie saoudite obtient sa libération.